# Söderqvistska gården

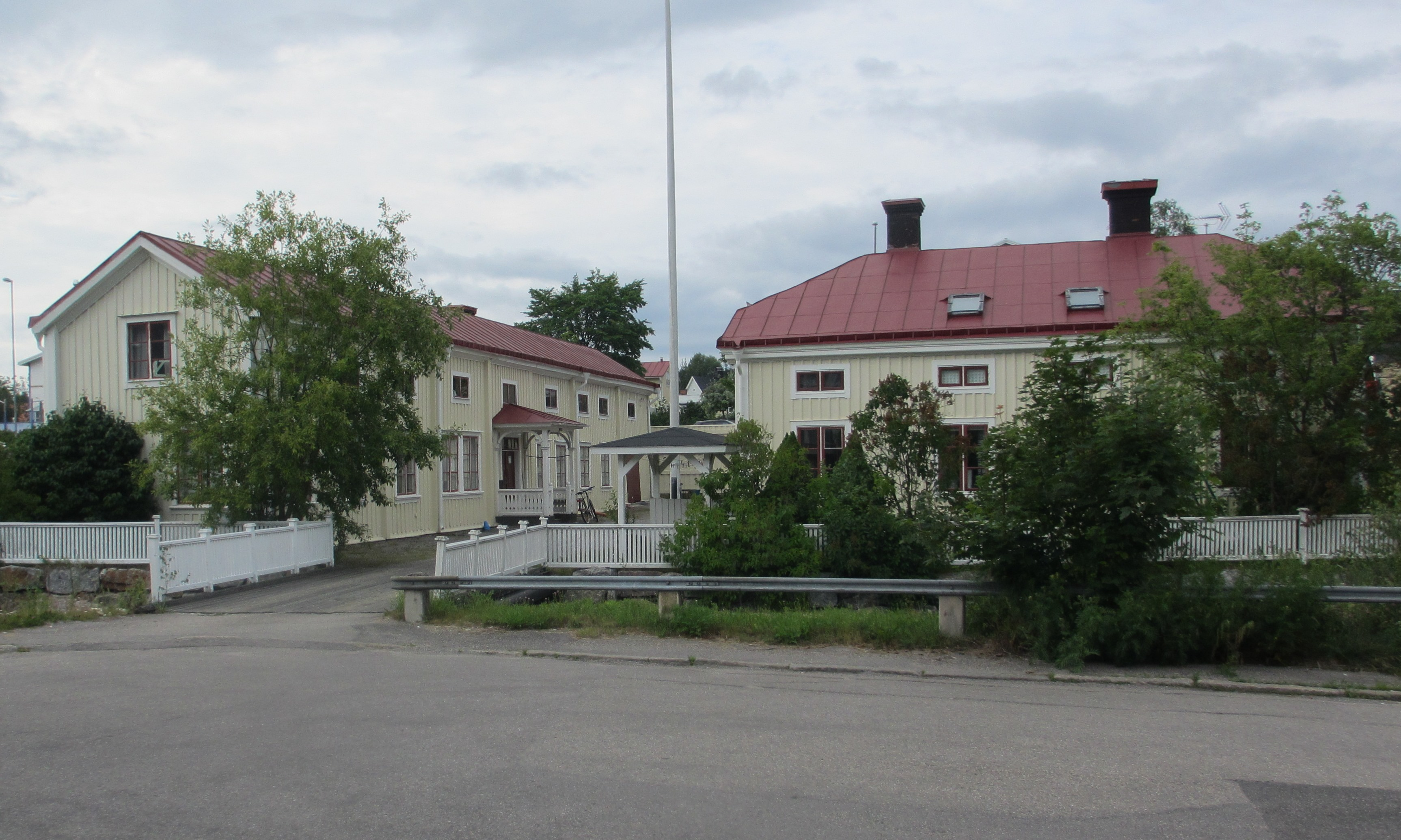
Söderqvistska gården sedd från Oxtorgsgatan.

Söderqvistska gården, i sin nuvarande form uppförd på 1860-talet, är den enda bevarade äldre handelsgården i Söderhamn.
Söderqvistska gården är belägen i stadsdelen Väster, vilken är den äldsta delen av Söderhamn och undgick stadsbranden 1876. I närheten finns också Borrhuset, vilket tillhört Söderhamns gevärsfaktori. På Söderqvistska gården handlades med specerier, jordbruksprodukter och jordbruksredskap. Det fanns också husrum och stallplatser åt gårdens kunder. Uthus och stall revs dock i samband med Brädgårdsgatans breddning, medan övriga delar renoverades 1987. Då inrättades ateljélokaler och vävstuga i gårdens västra del, medan det blev privatbostäder i den östra.
I samma stadsdel fanns förr flera gamla handelsgårdar i kvarteren Siskan och Skatan längs Oxtorgsgatans södra sida. Trots att Riksantikvarieämbetet påtalade att dessa hade ett betydande kulturhistoriskt värde och att det vore önskvärt att åtminstone bevara vissa delar revs dessa kvarter 1967 för att ge plats åt tidstypisk bostadsbebyggelse.